# Biathlon na Zimowych Igrzyskach Olimpijskich Młodzieży 2012 – sztafeta mieszana
Sztafeta mieszana została rozegrana 19 stycznia na trasach w Seefeld. Do startu przystąpiło 18 drużyn narodowych w składzie dwie dziewczyny i dwaj chłopcy. Młodzieżowymi mistrzami olimpijskimi została ekipa Niemiecka, srebro wywalczyła drużyna Norweska, natomiast brąz przypadł Francuzom.

## Wyniki
| Pozycja | Nr | Kraj                                                                                 | Pudła (L+S)                              | Czas                                      | Strata   |
| ------- | -- | ------------------------------------------------------------------------------------ | ---------------------------------------- | ----------------------------------------- | -------- |
|         | 1  | Niemcy · Franziska Preuß · Laura Hengelhaupt · Maximilian Janke · Niklas Homberg     | 0+4 0+3 0+0 0+2 0+1 0+0 0+2 0+1          | 1:11:06.8 16:26.0 16:40.4 18:56.0 19:04.4 | 0,0      |
|         | 2  | Norwegia · Kristin Sandeggen · Karoline Næss · Håkon Livik · Kristian Andre Aalerud  | 0+3 0+5 0+1 0+0 0+1 0+1 0+0 0+3          | 1:13:11.7 17:07.3 17:56.4 19:33.5 18:34.5 | +2:04.9  |
|         | 4  | Francja · Léa Ducordeau · Chloé Chevalier · Fabien Claude · Aristide Bègue           | 0+5 1+7 0+1 0+0 0+2 1+3 0+1 0+2          | 1:13:27.8 17:13.8 18:24.1 19:08.8 18:41.1 | +2:21.0  |
| 4       | 6  | Ukraina · Julija Żurawok · Anastasija Merkuszyna · Dmytro Ihnatiew · Maksym Iwko     | 0+5 3+7 0+0 0+1 0+1 0+2 0+1 1+3          | 1:14:47.5 17:02.6 16:41.3 20:55.5 20:08.1 | +3:40.7  |
| 5       | 7  | Włochy · Lisa Vittozzi · Anna Savin · Federico Di Francesco · Xavier Guidetti        | 0+5 0+6 0+2 0+3 0+0 0+1 0+2 0+1 0+1 0+1  | 1:15:46.6 17:44.8 18:07.4 19:58.8 19:55.6 | +4:39.8  |
| 6       | 5  | Szwecja · Linn Persson · Lotten Sjödén · Mattias Jonsson · Niklas Forsberg           | 3+9 0+3 0+0 0+0 0+3 0+0 2+3 0+1 1+3 0+2  | 1:16:02.9 17:08.9 17:25.5 21:18.9 20:09.6 | +4:56.1  |
| 7       | 9  | Czechy · Erika Jislová · Jessica Jislová · Adam Václavík · Ondřej Hošek              | 0+7 1+8 0+3 0+2 0+0 0+2 0+1 1+3 0+3 0+1  | 1:17:11.5 18:56.7 17:41.7 19:48.8 20:44.3 | +6:04.7  |
| 8       | 16 | Estonia · Maarja Maranik · Meril Beilmann · Tarvi Sikk · Rene Zahkna                 | 1+8 3+10 0+3 0+1 0+1 1+3 1+3 1+3         | 1:17:29.3 18:19.8 18:19.4 20:42.3 20:07.8 | +6:22.5  |
| 9       | 18 | Kanada · Sarah Beaudry · Danielle Vrielink · Aidan Millar · Stuart Harden            | 3+5 2+8 0+2 0+2 0+0 0+2 3+3 2+3 0+0 0+1  | 1:17:29.7 17:33.5 17:46.0 23:21.8 18:48.4 | +6:22.9  |
| 10      | 8  | Białoruś · Tacciana Tryfanawa · Ludmiła Kiaura · Wiktar Krjuko · Raman Małusza       | 4+7 0+3 4+3 0+1 0+1 0+1 0+2 0+0          | 1:17:36.8 20:10.6 18:17.1 19:09.3 19:59.8 | +6:30.0  |
| 11      | 10 | Słowenia · Eva Urevc · Anthea Grum · Vid Zabret · Miha Dovžan                        | 0+8 2+9 0+3 2+2 0+2 0+2 0+3 0+2 0+0 0+3  | 1:18:07.6 19:13.7 18:42.5 20:32.4 19:39.0 | +7:00.8  |
| 12      | 12 | Polska · Kinga Mitoraj · Beata Lassak · Jakub Topór · Mateusz Janik                  | 2+8 2+10 1+3 2+3 0+0 0+3 0+2 0+3 1+3 0+1 | 1:18:55.5 19:39.7 18:42.1 19:45.1 20:48.6 | +7:48.7  |
| 13      | 13 | Austria · Julia Reisinger · Magdalena Millinger · Michael Pfeffer · Thorsten Bischof | 1+7 3+9 0+3 0+0 0+1 1+3 0+0 1+3 1+3 1+3  | 1:19:05.3 17:33.9 18:54.9 20:05.4 22:31.1 | +7:58.5  |
| 14      | 11 | USA Anna Kubek Aleksandra Zakrzewska Nick Proell Sean Doherty                        | 4+10 0+6 0+2 0+1 0+2 0+1 1+3 0+2 3+3 0+2 | 1:20:03.4 17:50.4 19:52.4 21:31.3 20:49.3 | +8:56.6  |
| 15      | 17 | Bułgaria · Daniela Kadewa · Mariela Gerogiewa · Radi Pałewski · Denisław Szehtanow   | 0+2 1+6 0+0 0+0 0+1 1+3 0+1 0+1 0+0 0+2  | 1:20:19.6 19:20.6 19:41.6 20:18.7 20:58.7 | +9:12.8  |
| 16      | 15 | Finlandia · Jenny Ingman · Erik Janka · Heikki Laitinen · Antti Repo                 | 3+10 1+9 1+3 0+2 1+3 0+3 0+1 0+1 1+3 1+3 | 1:20:54.2 19:11.7 20:01.4 20:13.6 21:27.5 | +9:47.4  |
| 17      | 14 | Słowacja · Ivona Fialková · Nikola Lapinová · Ondrej Kosztolányi · Peter Oravec      | 4+7 7+10 2+3 2+3 2+3 1+3 0+1 0+1 0+0 4+3 | 1:24:42.9 20:03.7 21:20.8 20:29.4 22:49.0 | +13:36.1 |
|         | 3  | Rosja · Uljana Kajszewa · Natalja Gierbułowa · Aleksiej Kuzniecow · Iwan Gałuszkin   | DSQ                                      | DSQ                                       | DSQ      |